# أبو جرين
أبو جرين قرية تابعة لمنطقة السفيرة في محافظة حلب في سوريا. تقع جنوب شرق مدينة حلب قرب الشاطئ الجنوبي لسبخة الجبول.